# Napolibugten
Napolibugten ligger ved Italiens sydvestlige kyst ved provinsen Napoli (Campania). Den åbner sig i vest mod Det Tyrrhenske Hav. På kysten nord for bugten ligger byerne Napoli og Pozzuoli. Mod øst ligger vulkanen Vesuv, og mellem bugten og vulkanen ligger en lang række mindre byer som Portici, Ercolano (Herculaneum), Torre del Greco og Torre Annunziata. Ved bugtens sydside er Sorrentohalvøen med byerne Castellammare di Stabia og Sorrento. Sorrentohalvøen skiller Napolibugten fra Salernobugten.
Øerne Capri, Ischia og Procida ligger ved bugten.
Området er et vigtigt turistmål, og ruinerne efter de romerske byer Herculaneum og Pompeii er blandt attraktionerne.
Under Sommer-OL 1960 i Rom blev der arrangeret konkurrencer i kapsejlads på Napolibugten 
- Napolibugten med vulkanen Vesuv mot øst.
- Frugthandlere ved Napolibugten, malet af Franz Ludwig Catel, 1822.
- Fra Napoli over bugten mod Vesuv.